# فولادی (سرپل ذهاب)
فولادی ، روستایی از توابع دهستان بشیوه و پاطاق بخش مرکزی شهرستان سرپل ذهاب در استان کرمانشاه ایران است. و ساکنان این روستا پیرو دین اسلام و مذهب شیعه می‌باشند و به زبان کردی و گویش کلهری سخن می‌گویند.

## جمعیت
این روستا در دهستان بشیوه و پاطاق قرار دارد و براساس سرشماری مرکز آمار ایران در سال ۱۳۸۵، جمعیت آن ۴۵۱ نفر (۱۰۸ خانوار) بوده‌است.